# Salorino, Ticino
Salorino  är en ort och kommundel (quartiere) i kommunen Mendrisio i kantonen Ticino, Schweiz. 
Salorino var tidigare en självständig kommun, men 4 april 2004 blev Salorino en del av Mendrisio. 
I kommundelen ligger även byarna Somazzo och Cragno.